# 로라 링
로라 링(Laura Ling, 1976년 12월 1일 ~ )은 중국계 미국인으로써 미국의 방송 기자이며, 커런트 TV에서 근무하고 있었을 당시, 중화인민공화국과 조선민주주의인민공화국의 국경선 근처에서 탈북자를 취재하던 도중 조선민주주의인민공화국 국경을 우발적으로 넘었다가 곧 중국쪽으로 되돌아왔으나 소총을 들고 따라온 북한 군인에게 체포되어 북한에 억류되었다.

## 학력 및 경력
- 1998년까지 : UCLA 커뮤니케이션학 학사
- 2005년 ~ : 커런트TV 기자

## 사건
2009년 3월 17일, 유나 리와 함께 조선민주주의인민공화국과 중화인민공화국의 접경지역인 두만강 인근에서 탈북자 관련 취재 도중 북측에 억류됐다. 뉴욕 타임즈는 천기원 두리하나 선교원 목사의 말을 토대로라면，"억류된 사람은 앨 고어 전 부통령 등이 설립한 커런트 TV 소속 기자인 한국계 미국인 유나 리씨와 중국계 미국인 로라 링, 그리고 그들의 중국인 가이드 등 3명"이라고 전했다. 이후 지난 2009년 6월 조선민주주의인민공화국 중앙재판소로부터 조선민족적대죄, 비법국경출입죄 등의 혐의로 각각 12년의 로동교화형(징역형)을 선고받았다. 또한 북조선의 법을 위반했다고 인정한 뒤 “우리는 미국 정부의 도움을 필요로 한다. 이 같은 일이 일어난 데 대해 유감스럽게 생각하지만 우리는 외교적 노력을 필요로 한다”고 말했다고 리사는 전했다.

### 억류 석방관련
빌 클린턴 前 미국 대통령이 2009년 8월 4일, 북한을 전격 방문했다. 이때 김정일 국방 위원장과의 면담을 통해, 북미관계에 대한 회동이 개시되자, 억류 중인 여기자 석방을 위한 개인적인 행보로 선을 그었지만 교착상태에 빠져 있는 북핵문제 등에 대해서도 돌파구가 마련될 가능성이 제기되었었다. 외교소식통들은 북조선이 이르면 5일 억류하고 있는 미국 여기자 2명을 석방하는 등 클린턴을 향한 선물 보따리를 하나씩 풀어갈 것으로 전망하고 있다. 소식통들은 여기자 석방 문제는 이미 사전 물밑 접촉을 통해 가닥이 잡혔을 것이라고 전했다. 이후에는 로라 링은 유나 리와 함께 석방되어 미국으로 귀국하였다.

## 같이 보기
- 유나 리